# Strada degli Alpini

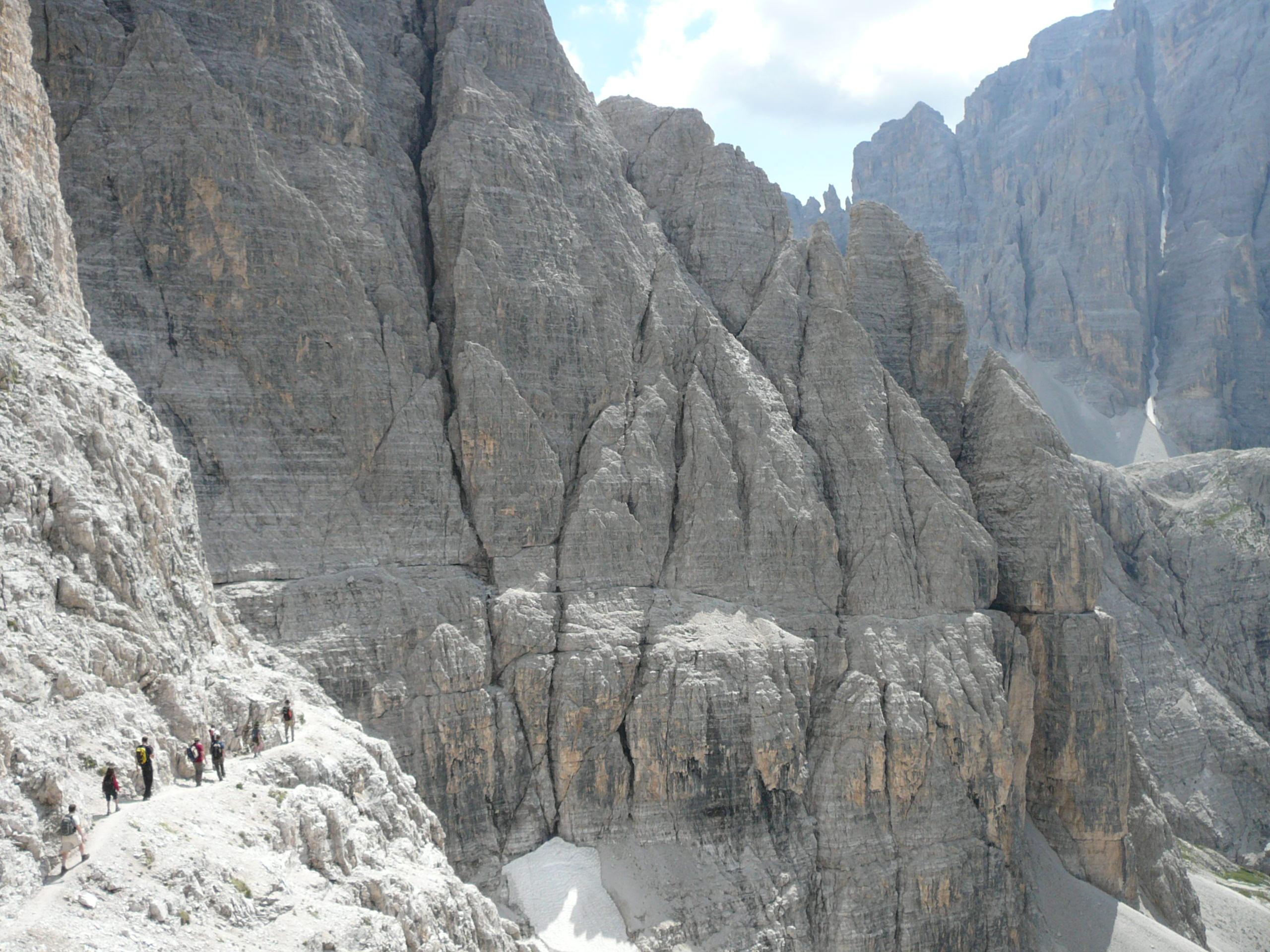
turisté na Strada degli Alpini

Strada degli Alpini (známá také jako Alpská stezka nebo německy Alpinisteig) je jedna z nejznámějších a nejklasičtěji[ujasnit] vybavených horských zajištěných tras v Alpách, která se nachází v italských Sextenských Dolomitech. V průsmyku Sentinellascharte, který je východním koncem této trasy, probíhá fyzická i správní hranice s Benátskem (provincií Belluno).

## Historie trasy
Strada degli Alpini je vybavená horolezecká ferrata v Sextenských Dolomitech. Klíčový skalní průchod této trasy, kterou italští vojáci používali za první světové války jako efektivní a rychlé spojení mezi průsmykem Giralba a západní terasou Cima Undici, se nazýval Cengia della Salvezza (Spásná římsa). Začíná na okraji Busa di Dentro a vede po přírodní římse, kterou rozšířili italští vojáci až k úpatí Cima Undici-Cresta Zsigmondy.
Později byla celá trasa, která původně končila u Forcella Undici (ve válce ji bránili Rakušané), nazvána Strada degli Alpini a byla upravena pro horolezce až do Passo della Sentinella. Strada degli Alpini byla padovskou sekcí CAI (Italský alpský klub) vybavena kovovými lany a žebříky a slavnostně otevřena 18. září 1932.

## Galerie

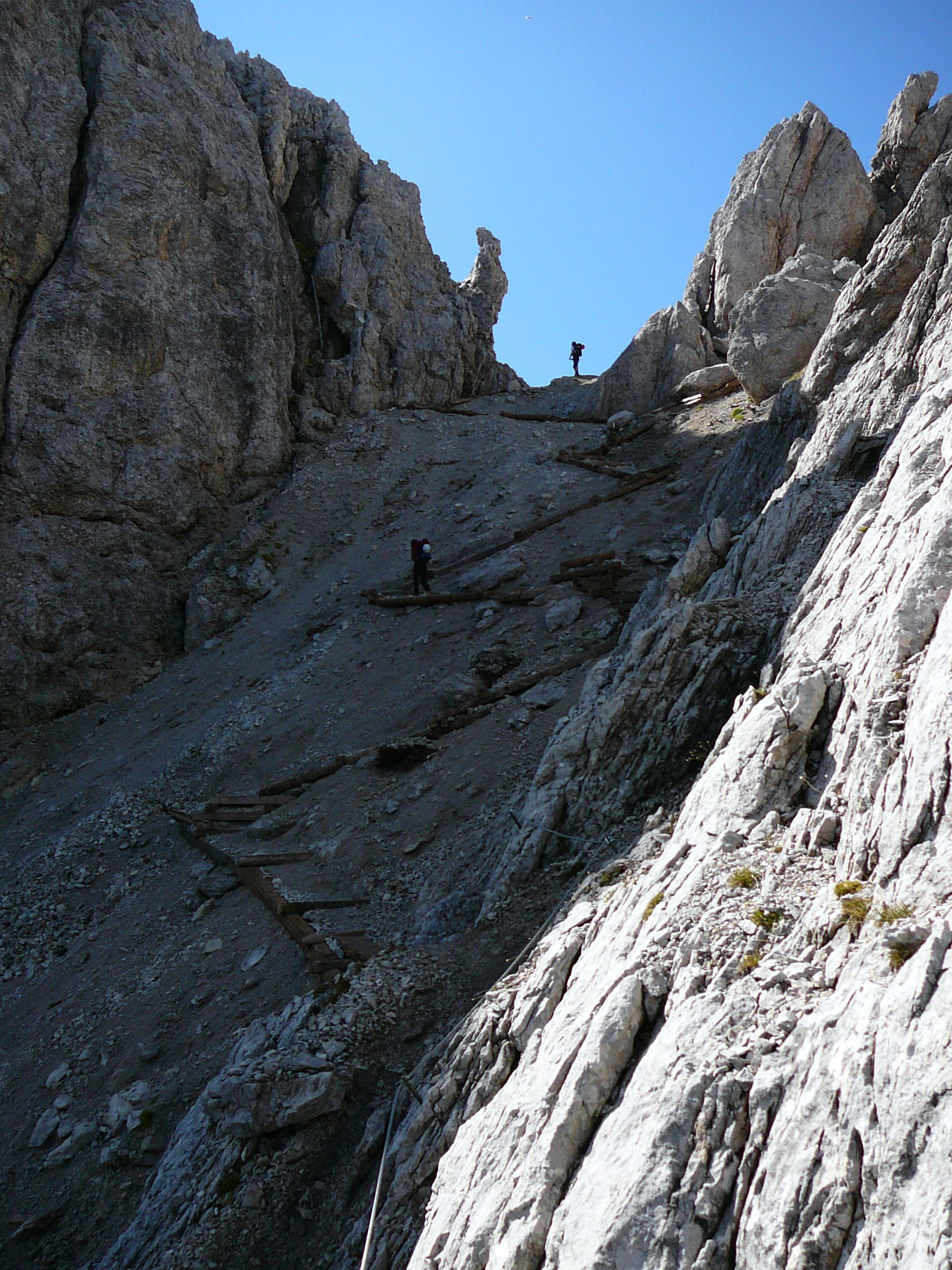
Strada degli Alpini poblíž forcella Undici
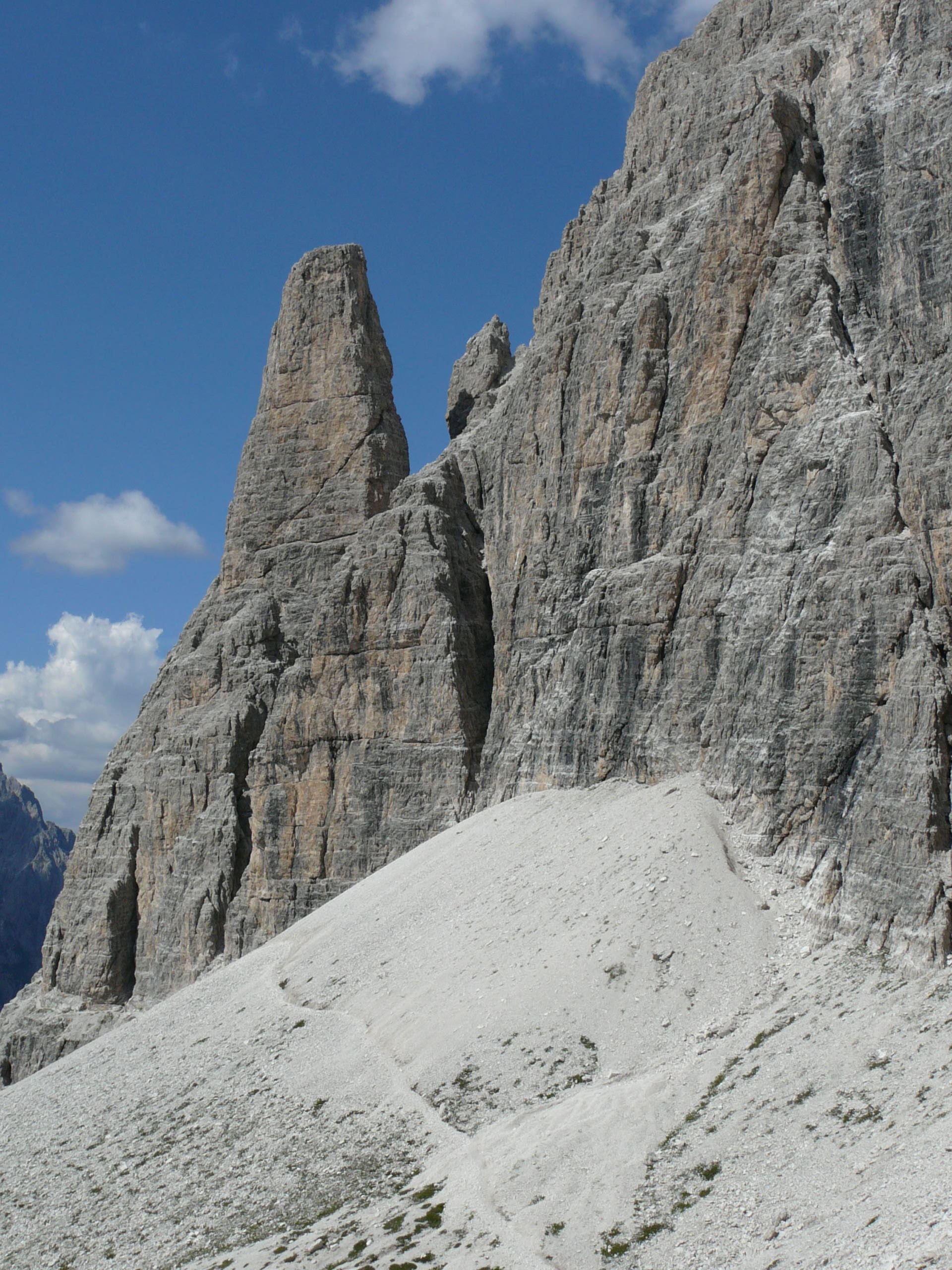
"La Spada" pohled od jihu
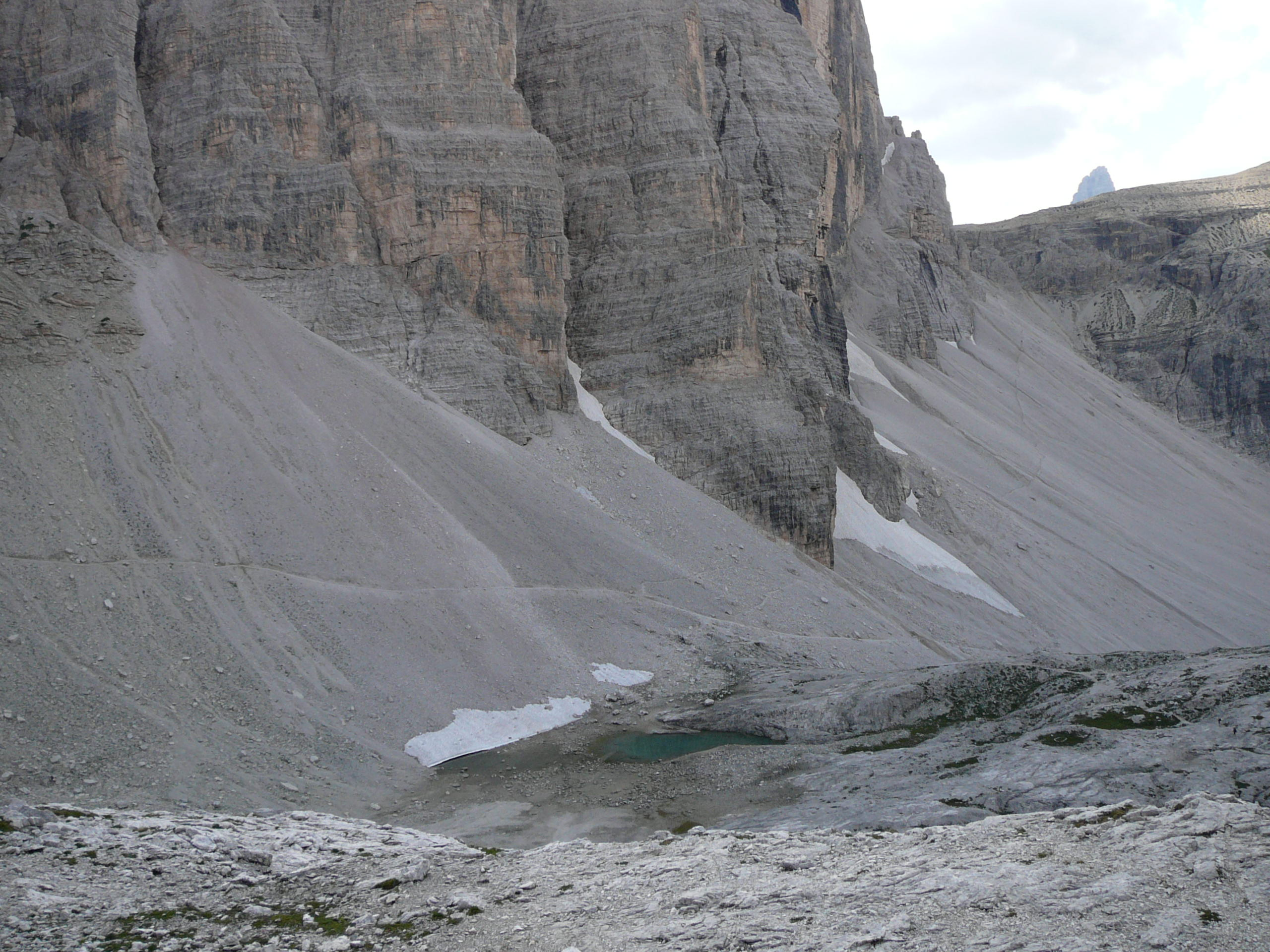
zamrzlé jezero u forcella Giralba
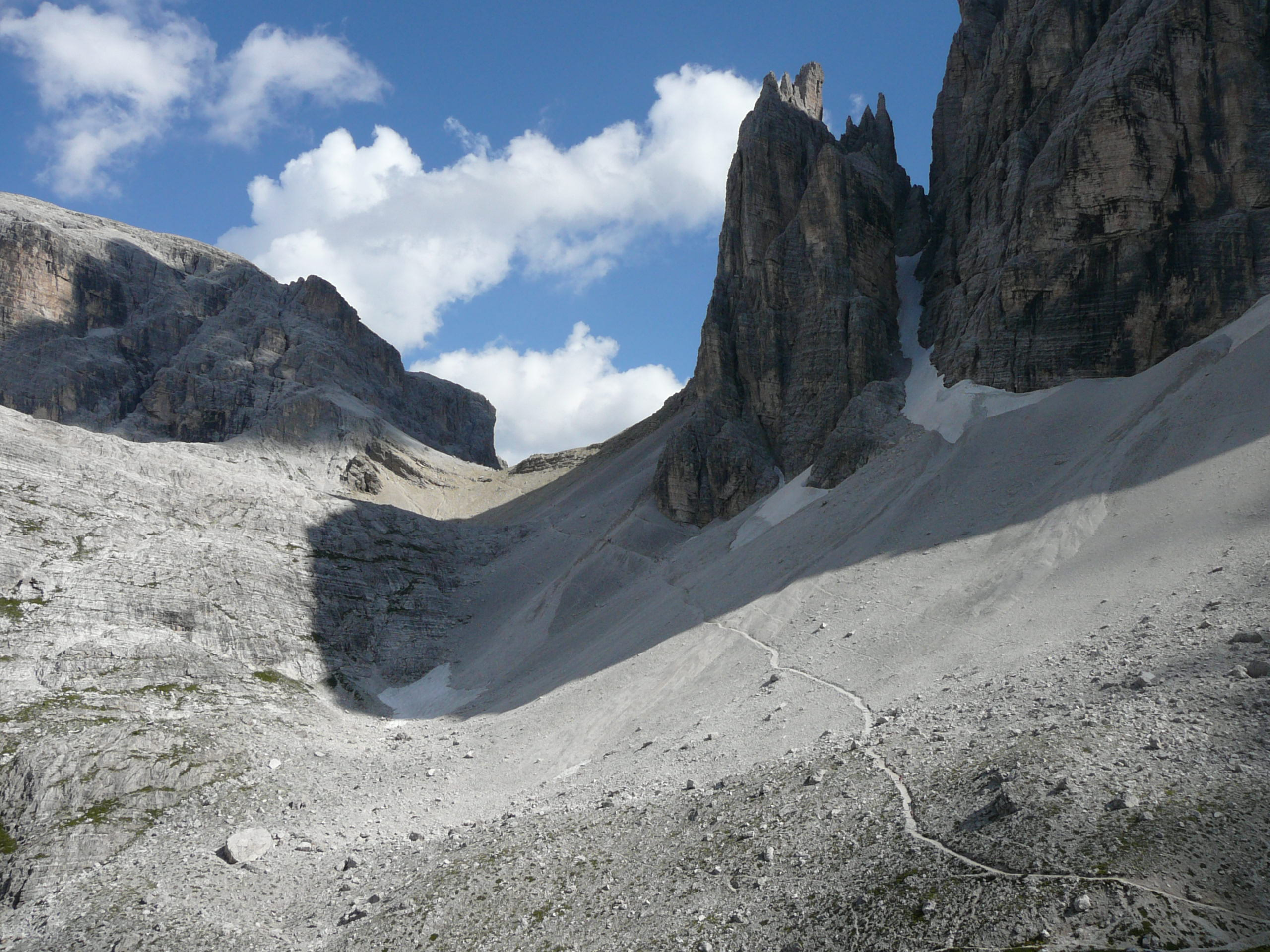
chodník vedoucí k Zsigmondyhütte poblíž forcella Giralba
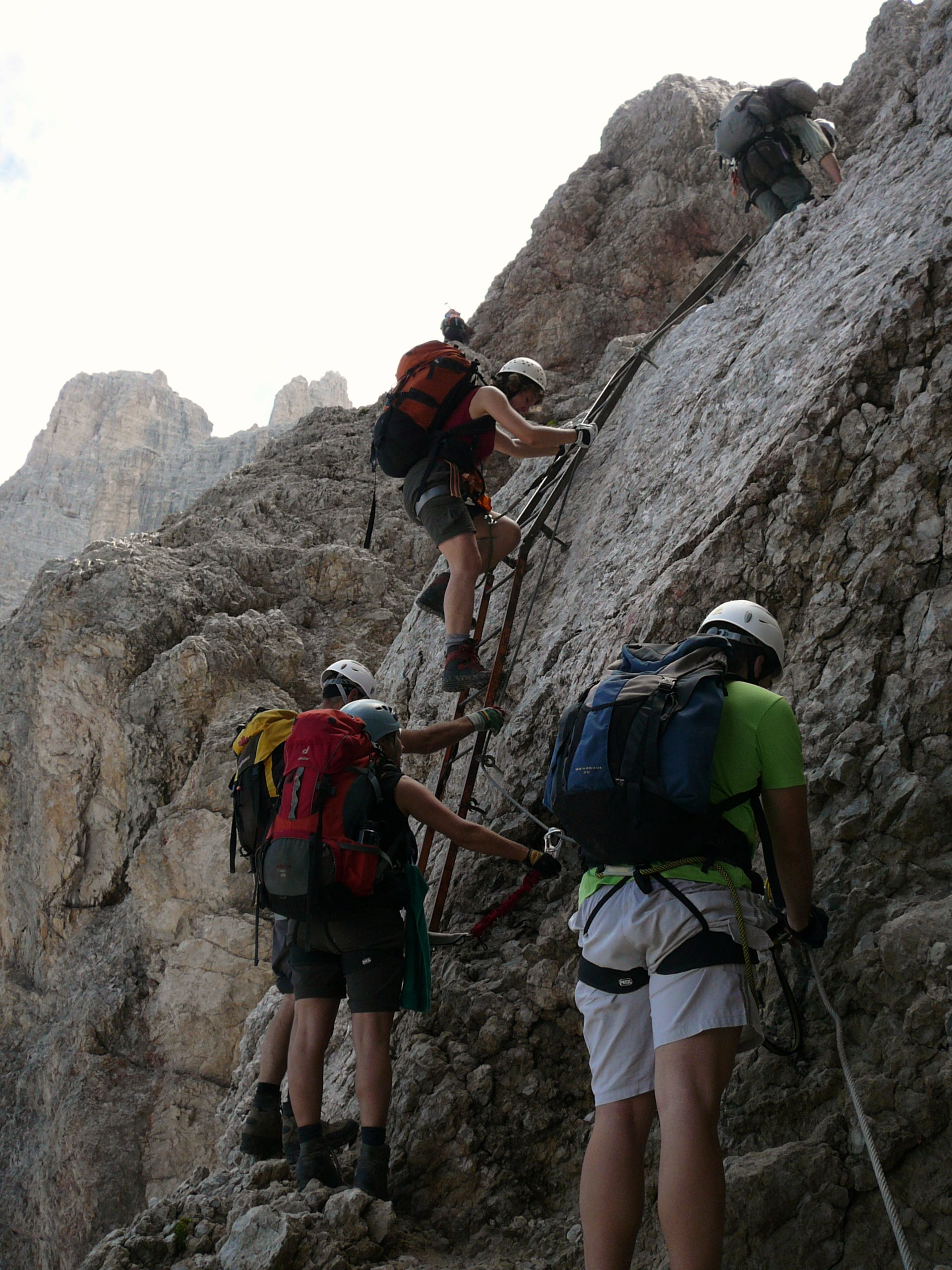
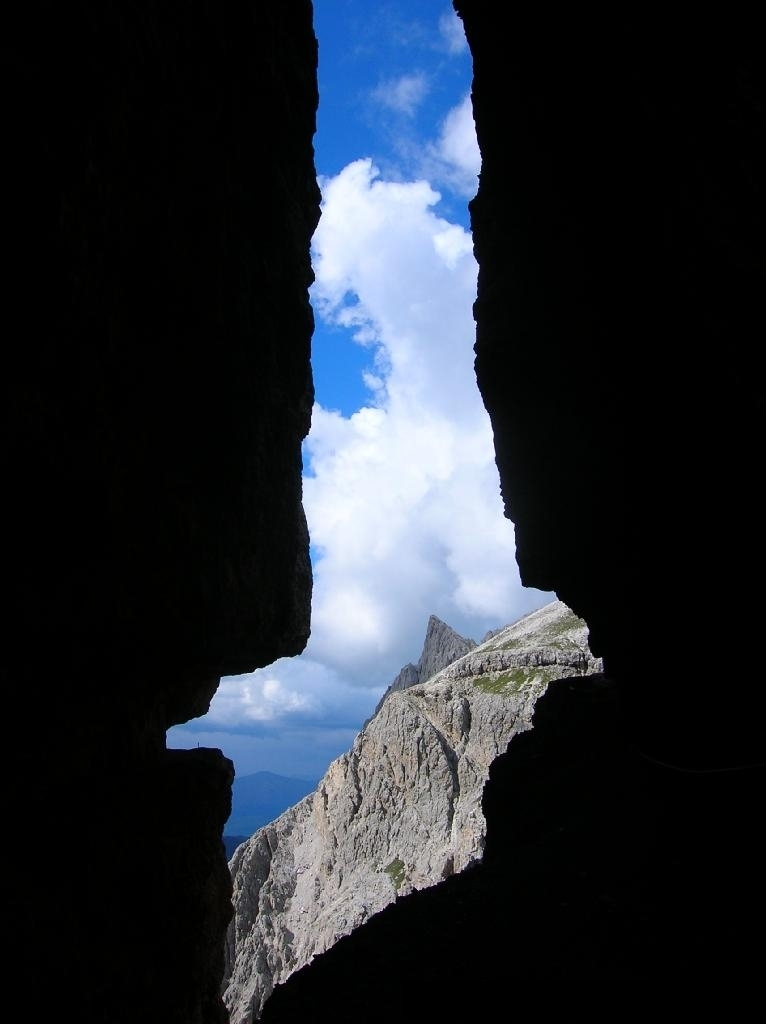
Pohled na Cengia della salvezza
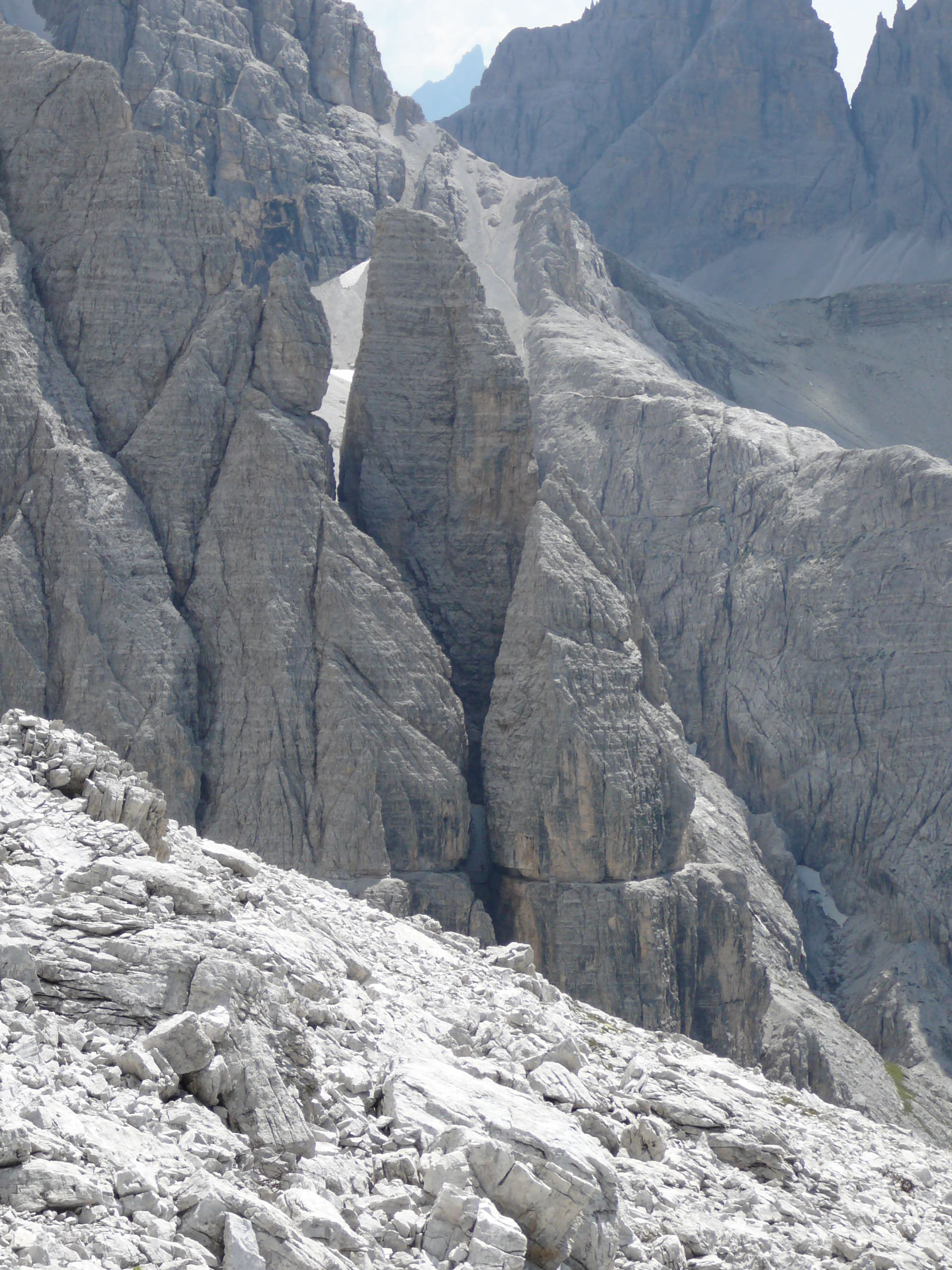
Římsa spásy, pod vrcholem "La Spada"
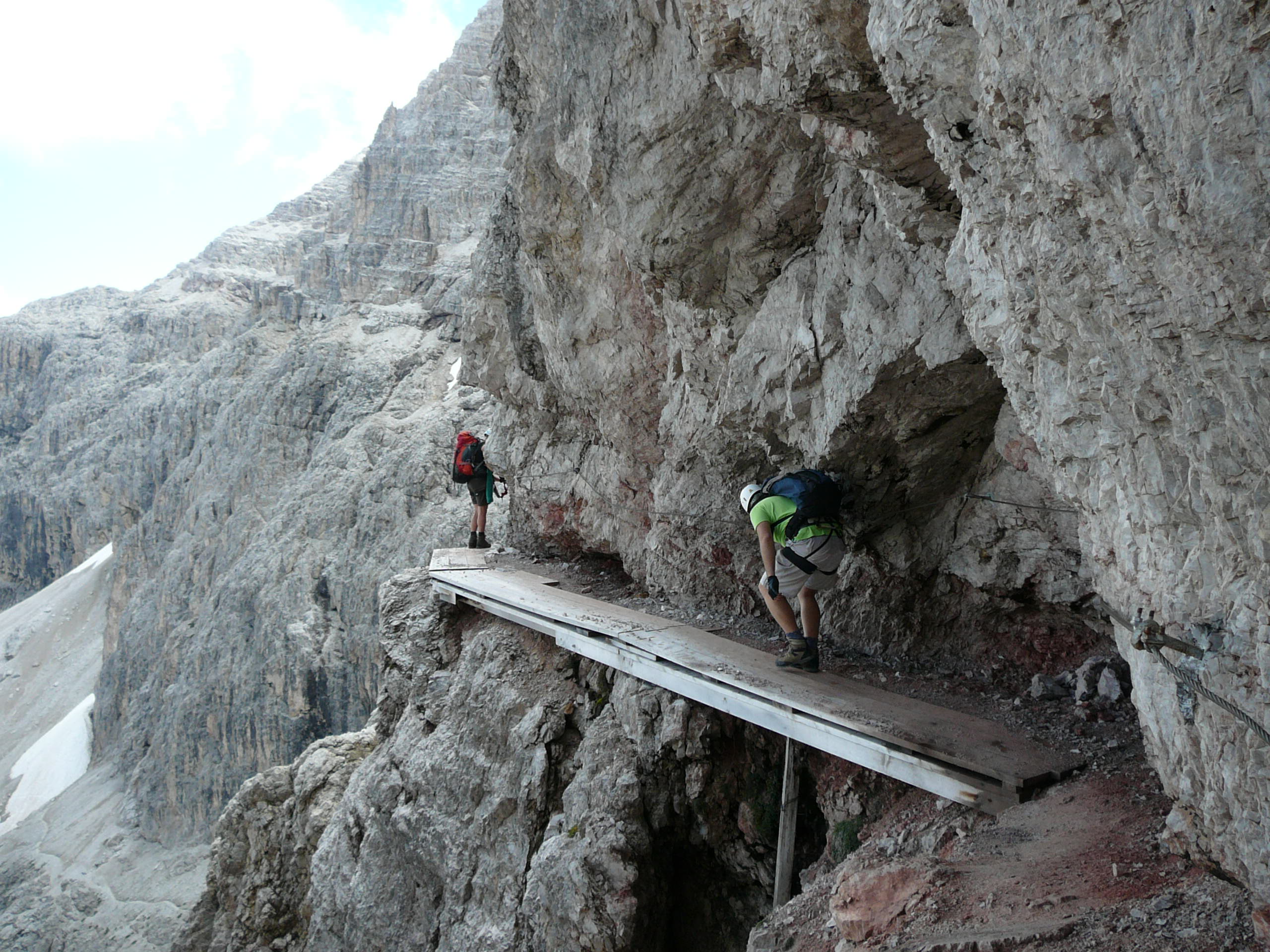
úsek via ferraty
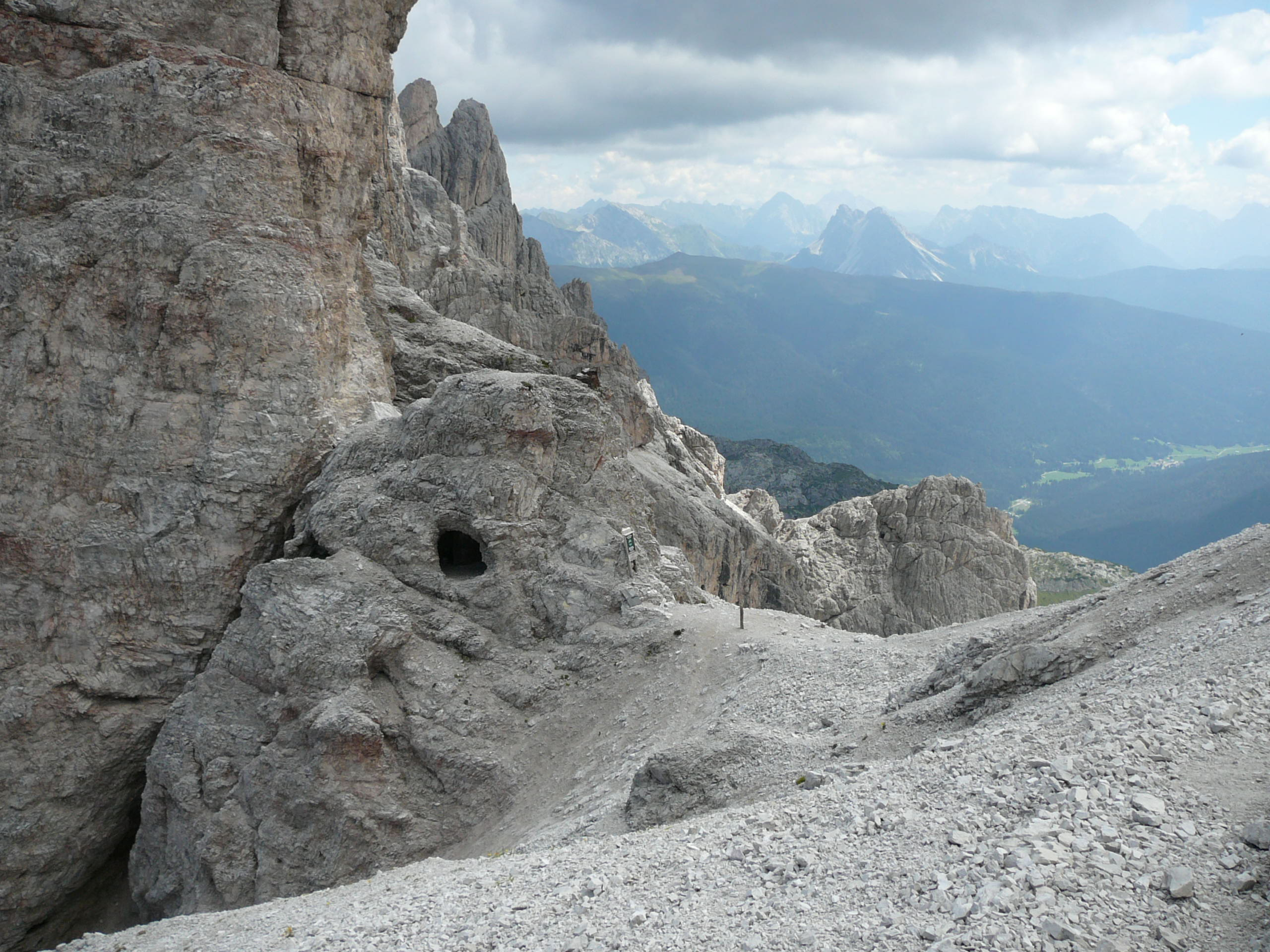
pohled z passo della Sentinella do údolí Val Fiscalina
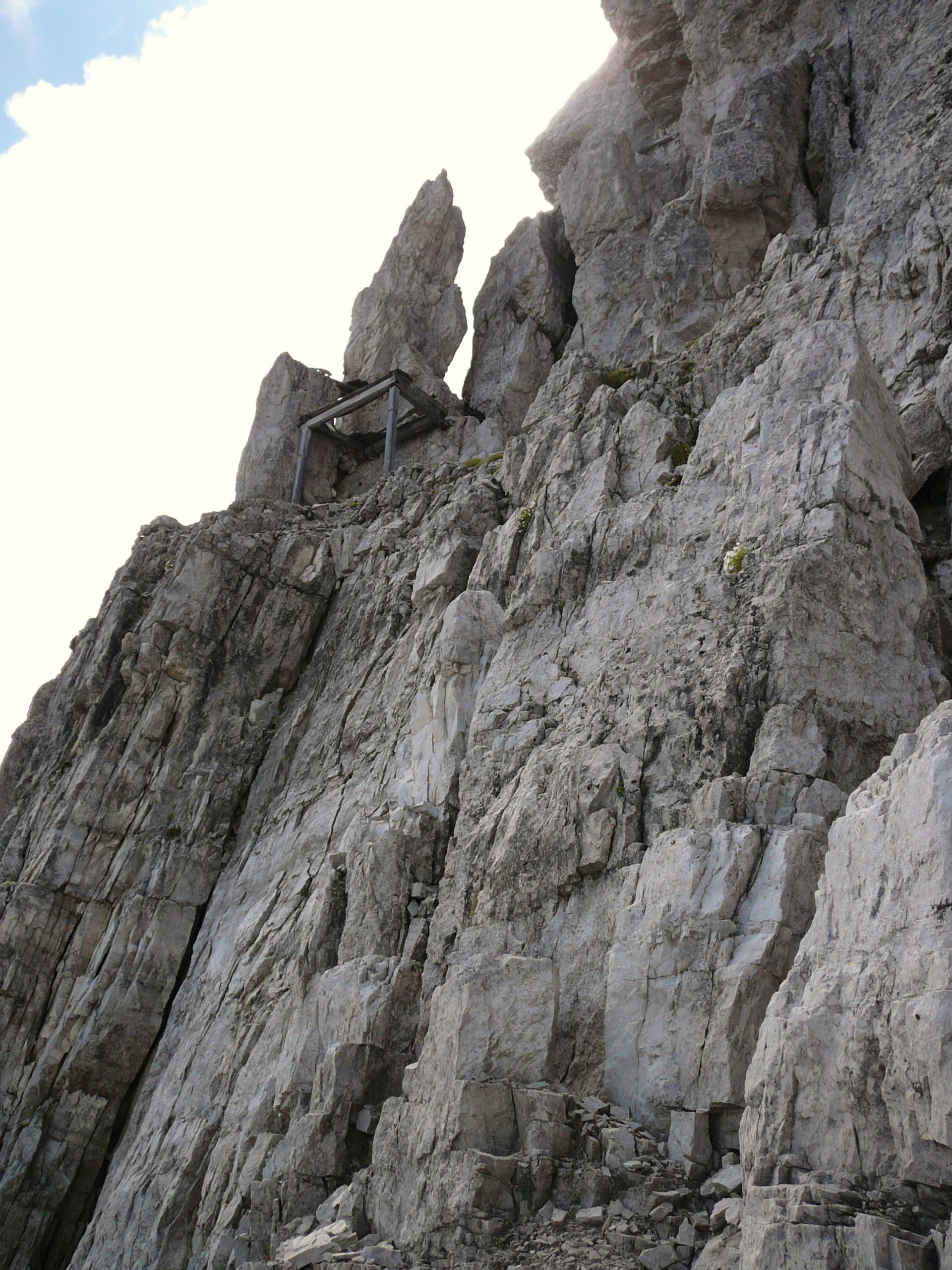
Pozůstatky kasáren u Forcella Undici